# Ракішев Кенес Хамітович
Ракішев Кенес Хамітович (каз. Рақышев Кеңес Хамитұлы; рос. Ракишев Кенес Хамитович; нар. 14 липня 1979, Алмати, Казахстан) —  казахський підприємець, інвестор, меценат, благодійник; голова Ради директорів ряду організацій, серед яких: «Казкомерцбанк», «SAT & Company», «Net Element»; член Ради директорів венчурного фонду Росії «Fastlane Ventures». Співзасновник глобального венчурного фонду «SingulariTeam». Входив до рейтингів «ТОП-50 найбагатших бізнесменів Казахстану» зі статком у $718 000 000 (2016) та «ТОП-50 найвпливовіших бізнесменів Казахстану» (2013) за версією журналу Forbes.
Кенес Ракішев також пов'язують з Рамзаном Кадировим, головою Чеченської Республіки.